# Rhynchostegium contortulum
Rhynchostegium contortulum là một loài rêu trong họ Brachytheciaceae. Loài này được Tixier mô tả khoa học đầu tiên năm 1966.